# Effry
Effry è un comune francese di 356 abitanti situato nel dipartimento dell'Aisne della regione dell'Alta Francia.

## Società

### Evoluzione demografica
Abitanti censiti

## Storia
Nel X secolo il villaggio di Effris fu donato da Alberto, conte del Vermandois,  all'abbazia di Bucilly.
Nel 1744, su richiesta del marchese di Bousies, signore di Effry, il re Luigi XV stabilì nel villaggio un mercato libero il 24 di ogni mese.
La festa di sant'Eligio
Prima della Rivoluzione, Effry era ogni anno il teatro di un divertissement bizzarro, del quale si ignora l'origine. Il giorno seguente la festa di san Giovanni Battista, vi si teneva una fiera che era inaugurata da una processione alla quale assistevano persone a cavallo. Dopo la cerimonia religiosa, questi cavalieri, montati "a pelo", iniziavano una corsa di un quarto di lega. Il primo arrivato al traguardo era dichiarato vincitore e veniva ricompensato con un prosciutto ornato di fiori. Al secondo arrivato spettava un tovagliolo. L'unica cosa ridicola di questa gara comunque erano i premi.
Ai nostri tempi, l'usanza continua: si inizia con una messa tradizionale all'aperto durante la quale il prete benedice i cavalieri e i loro cavalli; in seguito vi è un corteo e i cavalieri attraversano a guado con i loro cavalli la Oise. La festa è posta sotto la protezione di Sant'Eligio è ha luogo la domenica successiva a San Giovanni, a fine giugno.

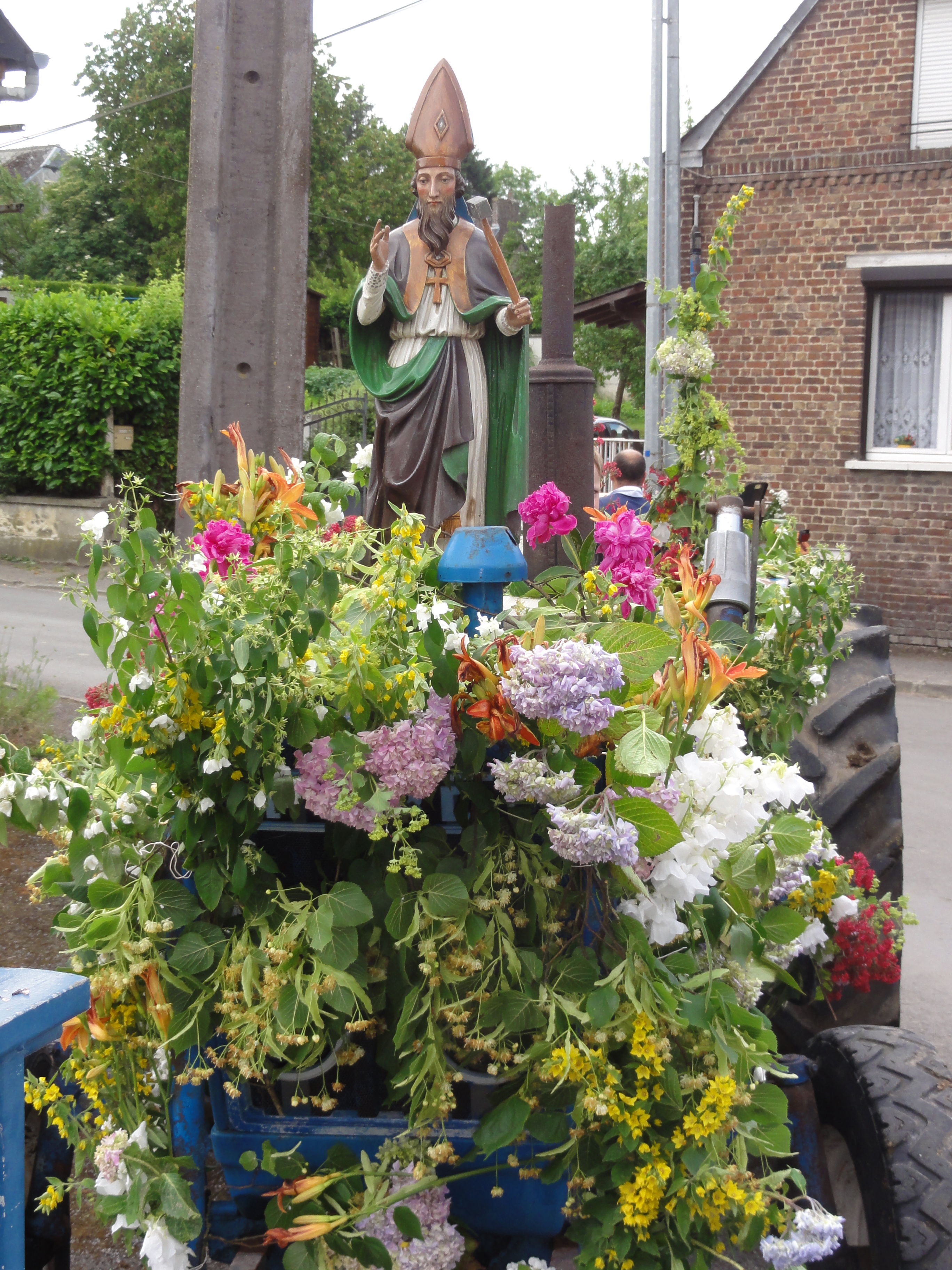
Festa di Sant'Eligio 2014.
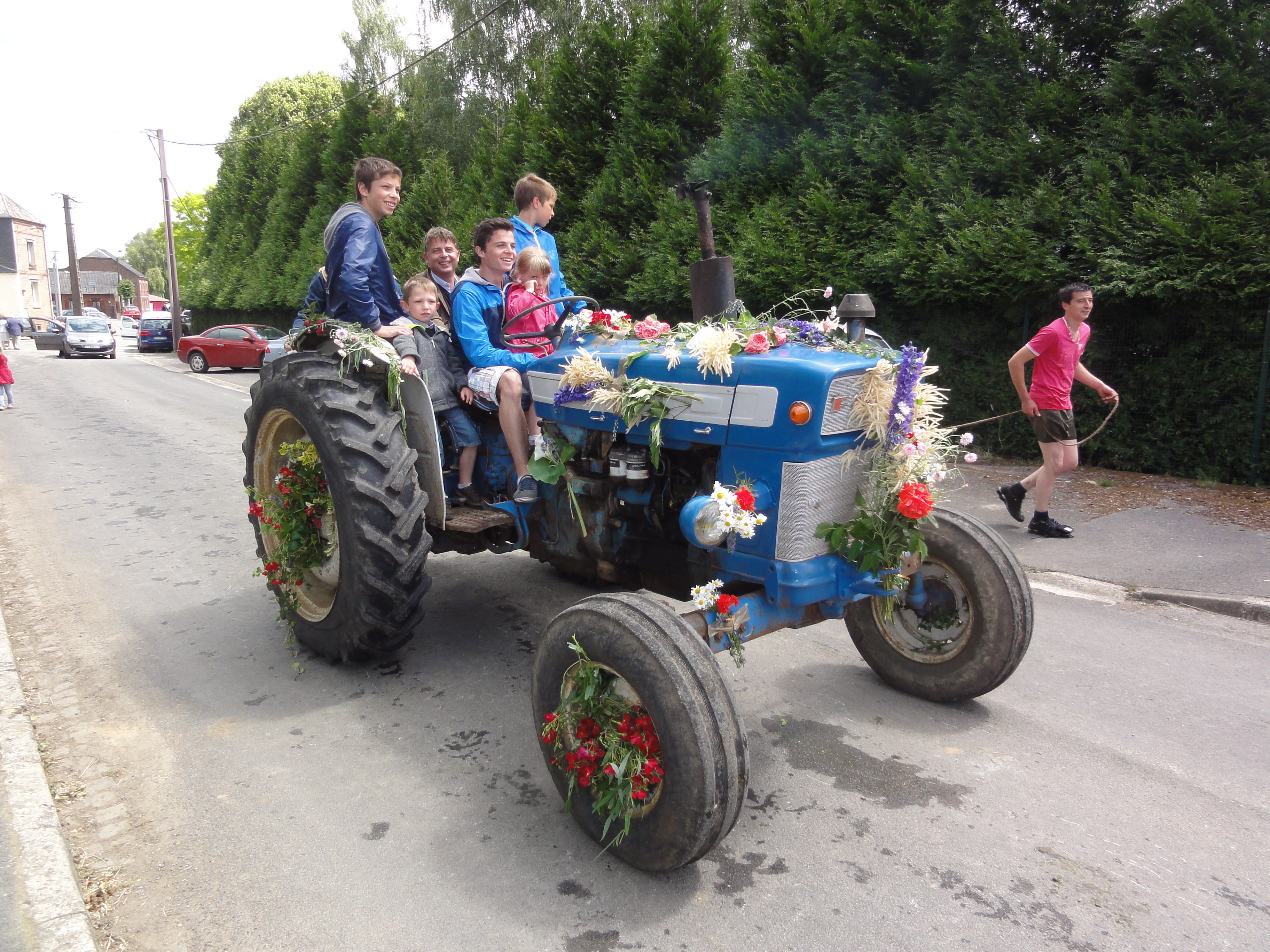
Festa di Sant'Eligio 2014.
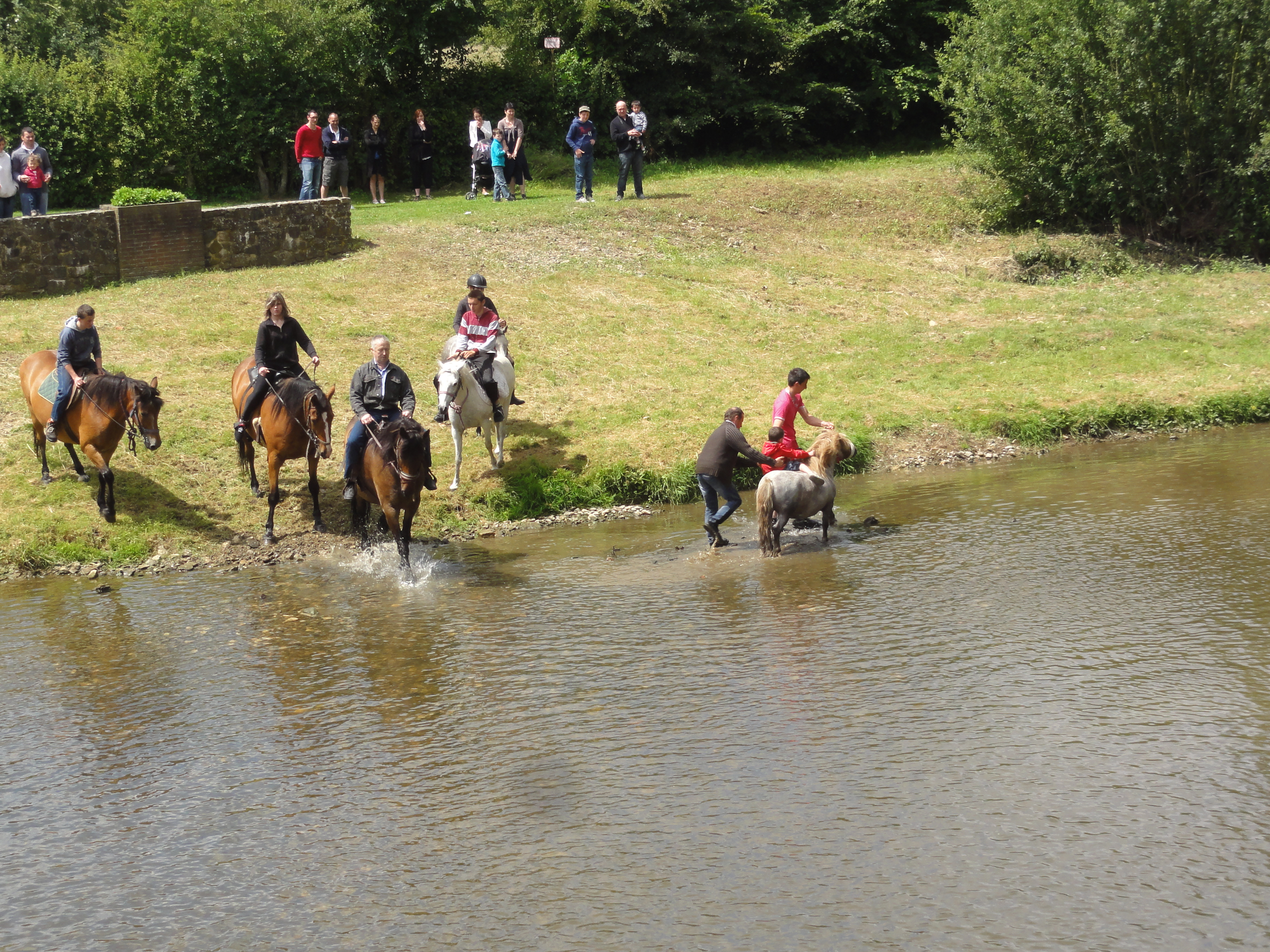
Festa di Sant'Eligio 2014.
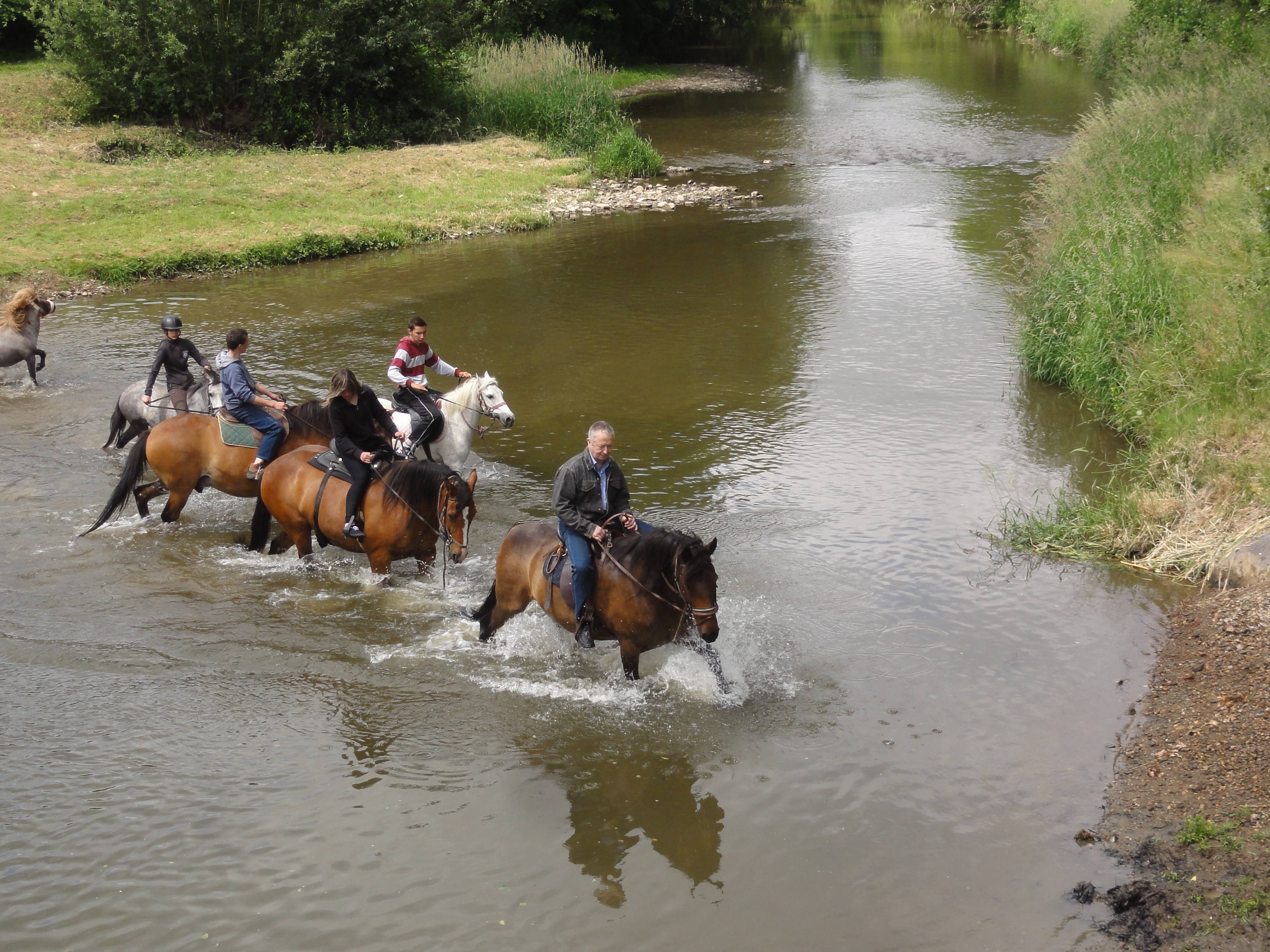
Festa di Sant'Eligio 2014.

La guerra 1914-1918, lazzaretto e necropoli di Effry
Durante la prima guerra mondiale, il comune fu scelto dal comando tedesco per impiantarvi un campo di concentramento raggruppante le popolazioni deportate. Un lazzaretto vi fu installato e ospitava tra le mille e le duemila persone. I corpi delle 681 persone morte in questo lazzaretto riposano nel cimitero militare attiguo a quello civile. Oggi, in questa necropoli nazionale di Effry, dei pannelli ripercorrono la storia di questo campo. Tombe di civili morti in cattività circondano l'ossario e raggruppano le spoglie dei militari stranieri « Morti per la Francia ».

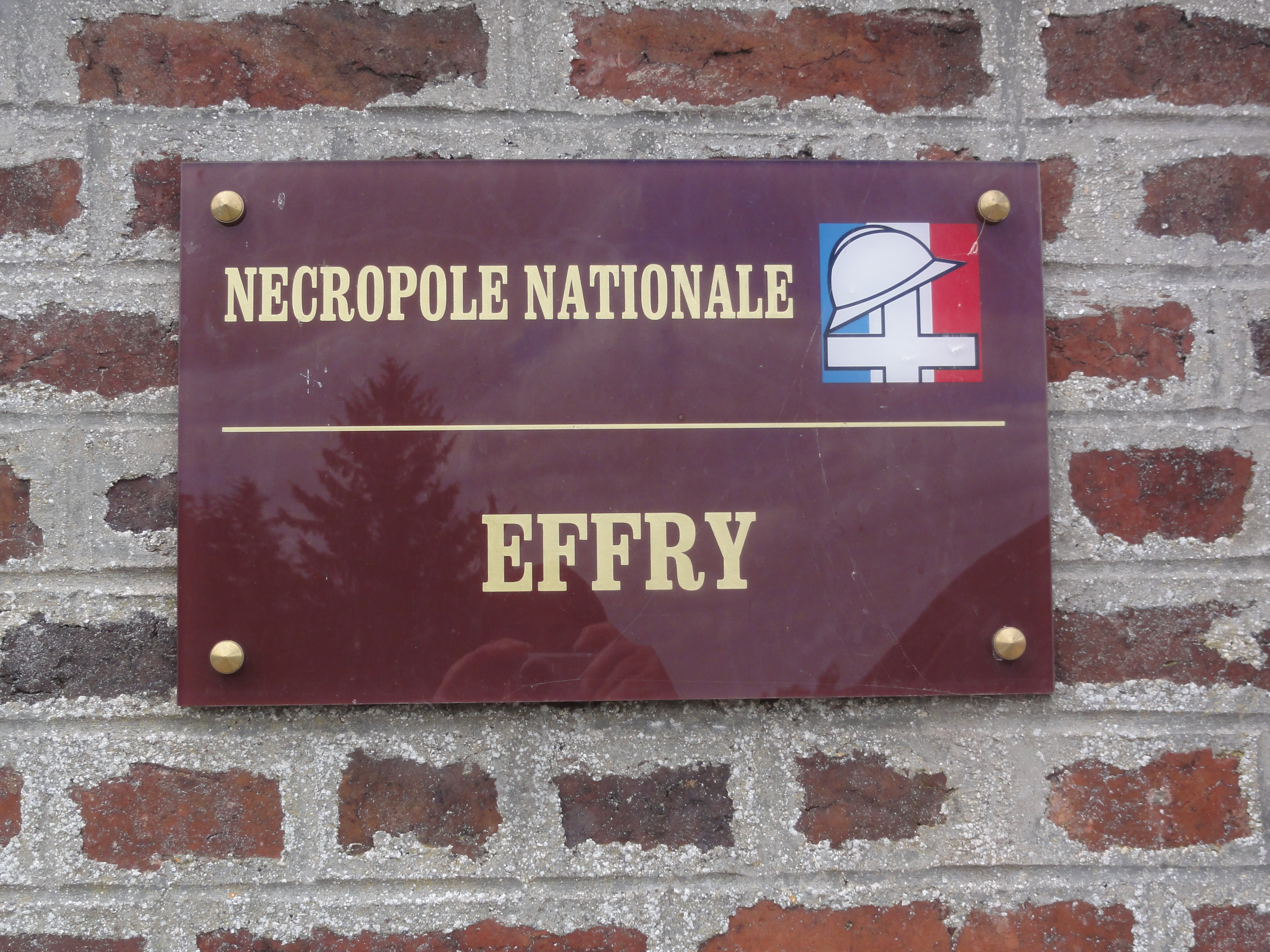
Necropoli nazionale di Effry, pannello.
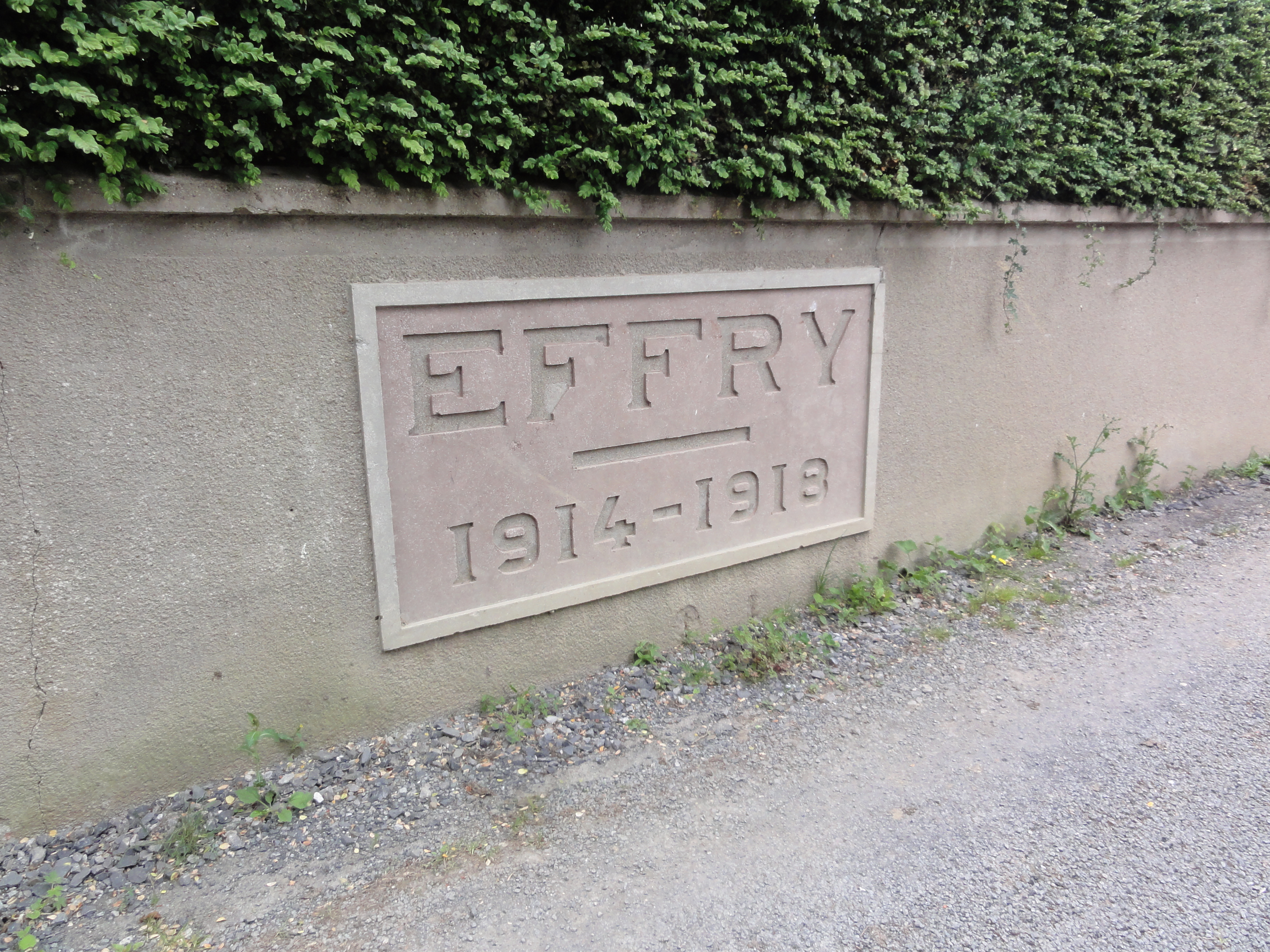
Necropoli nazionale di Effry, muro di cinta.
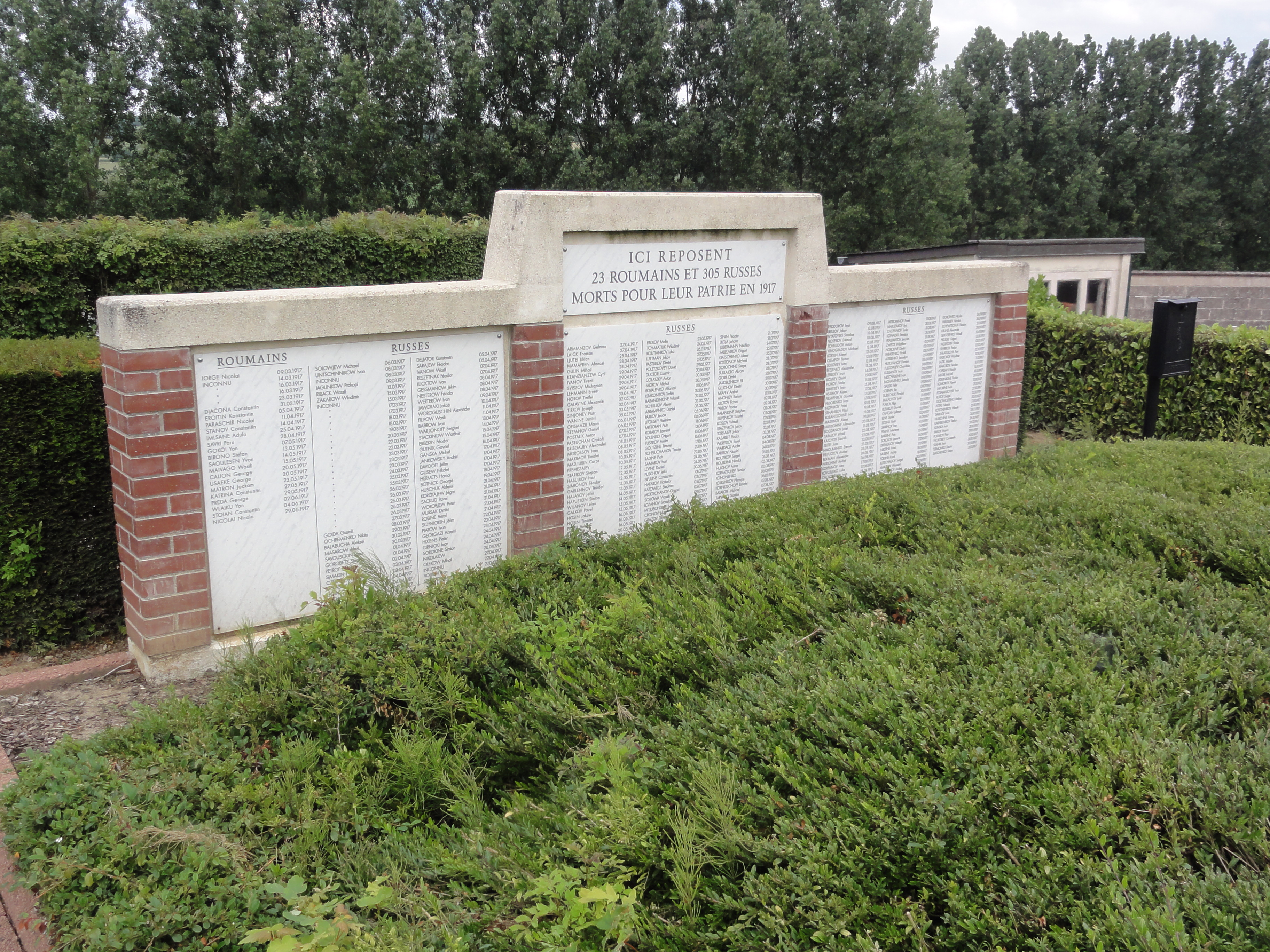
Necropoli nazionale di Effry, la fossa comune.
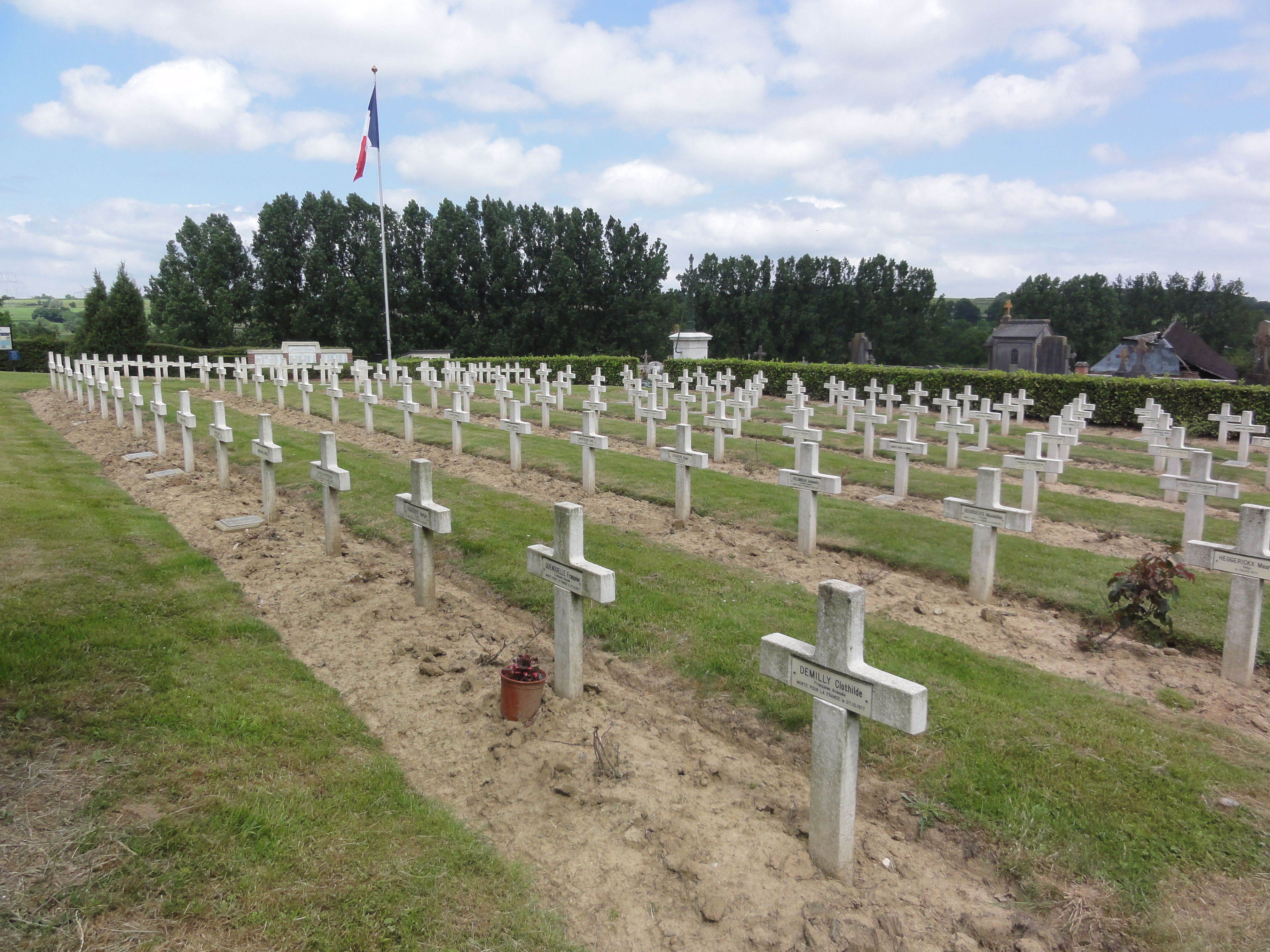
Necropoli nazionale di Effry, le tombe individuali.